# Bloxwich
Bloxwich è una località della contea delle West Midlands, in Inghilterra.